# Andhaka

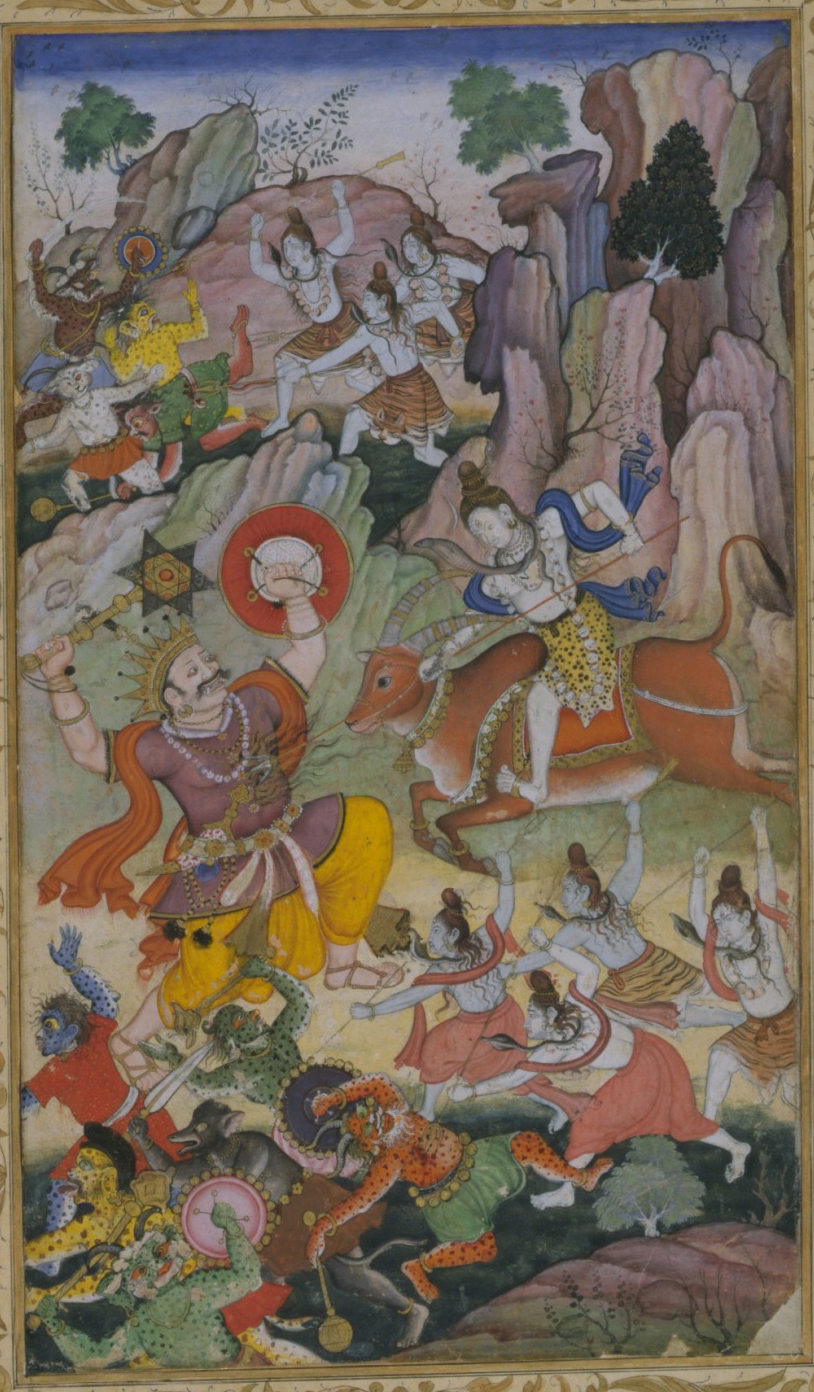
Ilustración de Shiva matando al demonio Andhaka, 1590.

En la mitología hinduista, Andhaka es un malévolo ásura (‘demonio’, en el hinduismo tardío).
Para matarlo, el dios Shivá asumió la forma monstruosa de Virabhadra.

## Nombre sánscrito
- andhaka, en el sistema AITS (alfabeto internacional para la transliteración del sánscrito).[4]
- अन्धक, en escritura devanagari del sánscrito.[4]
- Pronunciación:
  - /andháka/ en sánscrito[4] o bien
  - /ondhók/ en varios idiomas modernos de la India (como el bengalí, el hindí, el maratí o el palí).
- Etimología: ‘ciego’. Proviene de andhá: ‘ciego’, y este del verbo andh: ‘enceguecer’, andháiati: ‘dejar ciego’.[4]

## Datación de su leyenda
Su leyenda no aparece en el Rig-veda (el texto más antiguo de la India, de mediados del II milenio a. C.).
En el Majábharata (texto épico-religioso del siglo III a. C.) aparece como hijo de Diti y Kashiapa.
Su leyenda aparece mencionada en varios textos puránicos (compuestos desde los primeros siglos de la era común), como el Matsiá-purana y el Shivá-purana.
Según el Bhágavata-purana (siglo XI d. C.), fue un rey de la Dinastía iadu, y ancestro del dios Krisná.

## Leyenda
Mientras vivían en el monte Mandhar, el asceta Shivá estaba meditando y su esposa Párvati, sexualmente excitada, se le acercó por detrás con picardía, cerrando los ojos. El bebé fue concebido a partir de la transpiración de ambos padres.
Shivá le explicó a Parvati que, puesto que ella había tenido los ojos cerrados, el bebé había nacido ciego. Lo llamaron Andhaka (‘ciego’).
Puesto que en la adultez desarrolló cualidades demoníacas, fue llamado Andhakásur (‘demonio ciego’).
El problemático demonio Jirania Aksha hizo intensas austeridades para complacer al dios Shivá. Quería concebir un hijo que poseyera inmensos poderes y pudiera conquistar el mundo. Conociendo su naturaleza asúrica, Shivá se negó a concederle tal bendición. En su lugar, le ofreció su hijo Andhaka a Jirania Aksha, diciendo que Andhaka poseía todas las cualidades que él buscaba, y le pidió que lo empezara a considerar su propio hijo.
Andhaka quería más poder e hizo intensas austeridades para complacer al dios Brahmá. Entre muchas bendiciones, él pidió que se le otorgara una visión extraordinaria y la inmortalidad. Brahmá le concedió todo excepto la inmortalidad, ya que él mismo, a pesar de ser la criatura más longeva del universo, no es inmortal. En lugar de ello, Brahmá le pidió que escogiera cuándo quería morir. Como bendición capciosa, Andhakasur pidió la bendición de morir solo si deseaba a una mujer a la que nunca debería aspirar. Esto lo convertiría en virtualmente inmortal. Con el tiempo, Andhakasur se volvió más materialista y menos interesado en realizar austeridades. Para entonces él ya había conquistado la tierra y el cielo.
En un viaje de placer junto con sus compañeros arribaron al monte Mandhar donde vivía Shivá y Párvati. Sus compañeros le contaron que allí vivían un asceta y su bella esposa. Andhaka envió a sus compañeros a que se la trajeran. Shiva les explicó a los hombres que ellos dos eran los padres de Andhaka. Los compañeros creyeron que se trataba de una estratagema y obligaron a Andhaka a pelear. Shivá y Párvati desempeñaron un papel horrible en el campo de batalla adoptando muchas formas diferentes.
A la mañana siguiente, el ejército de Shivá llegó al campo de batalla y se enfrentó con el ejército de Andhaka.
Andhaka quería que Párvati fuera suya. Shivá hizo aparecer su forma como demonio guerrero Virabhadra, que mató a casi todo el ejército de Andhaka. Virabhadra mató a la mayor parte de los soldados, pero no logró matar al propio Andhaka. Cada vez que Virabhadra dejaba a Andhaka sangrando por sus manos, brazos, cabeza, tronco, piernas y pies, aparecía una nueva expansión de Andhaka. Virabhadra intentó acabar con él una y otra vez pero no pudo, Párvati y Shivá se indignaron al ver la estratagema de Andhaka y sus expansiones, ya que les parecía una manera tramposa e innoble de no aceptar la derrota. Párvati entonces invocó a sus ocho expansiones, a saber, Brahmani, Vaishnavi, Maheshwari, Kaumari, Indrani, Varahi, Narasinghi y Chamundai para ayudar a Virabhadra en el campo de batalla.
Los ocho diosas madre mataron al resto del ejército de Andhaka. Después se juntaron, todas alineadas en el cielo, para ver la batalla final. Parvati tomó la forma de la horrorosa diosa Bhadrakali para ayudar a Virabhadra. A gran velocidad, Virabhadra empezó a cortar en dos a cada expansión de Andhaka mientras Bhadrakali les sorbía toda la sangre, dejándolas secas. Andhaka fue derrotado, y se acercó a sus padres suplicando el perdón. Después de que Virabhadra volvió a entrar en el cuerpo del Señor Shiva, también lo hicieron las ocho diosas madre, y después de que Bhadrakali se absorbió en Parvati, también ingresaron en su cuerpo.
Andhaka fue derrotado, y suplicó el perdón de Shiva y Parvati. Él fue perdonado y se convirtió en uno de los hombres de Shiva.

## En el Mahabharata
Algunos millones de años más tarde, tres de los generales de Andhaka, Duriódhan [que no es el conocido rey Duriódhan del Majábharata], Vighasa y Hasti, tropezaron con Shiva y Parvati en una cueva, pero no los reconocieron. Ellos pensaron que la mujer era lo suficientemente hermosa para su rey, por lo que se apresuraron de nuevo a darle la buena noticia. Andhaka les pidió que regresaran y pidieran la mujer en matrimonio. Shiva se negó y Andhaka corrió a la cueva para matarlo. Después se produjo una batalla que duró cientos de años e involucró a muchos otros dioses y demonios, pero finalmente Shiva mató a Andhaka empujando su tridente Trishula en el pecho de su hijo.
En algunas versiones, el Señor Shiva levantó a Andhaka clavado en su tridente hasta que el Sol secó los pecados de Andhaka. Después de ese tiempo, Andhaka se purificó y se convirtió en uno de los ganas (asistentes) del dios Shiva y de la diosa Parvati. El mito subraya la lujuria antinatural de Andhaka, producto de su ceguera y su incapacidad para reconocer los errores morales.